# Help — Hilfe zur Selbsthilfe
Help – Hilfe zur Selbsthilfe - це міжнародна гуманітарна організація зі штаб-квартирою в Бонні. Help працює в більш ніж 20 країнах світу і проекти впливають на життя 8.1 мільйона людей..

## В Україні
З листопада 2021 року працює і в Україні. Голова - Дар'я Романенко.

## Зноски
1. ↑  Hilfsorganisationen, Aktion Deutschland Hilft-Bündnis deutscher. Help - Hilfe zur Selbsthilfe. Aktion Deutschland Hilft (de-DE) .
2. ↑  Початок прийому грантових заявок в межах проєкту німецької організації «Help – Hilfe zur Selbsthilfe». Луганщина моя. ЛУГАНСЬКА ОБЛАСНА ДЕРЖАВНА АДМІНІСТРАЦІЯ. Процитовано 31 серпня 2023.
3. ↑  Павленко, Марія (14 липня 2023). Ще одна гуманітарна допомога для жителів України – як подати заявку (укр.). Процитовано 31 серпня 2023.
4. ↑  „Wiederaufbau muss rechtzeitig beginnen“. mitmischen.de - Dein Portal zum Deutschen Bundestag (нім.). 12 липня 2023. Архів оригіналу за 1 вересня 2023. Процитовано 1 вересня 2023.
5. ↑  Darya Romanenko, "Help - Hilfe zur Selbsthilfe", über die Kraft zum Weitermachen (нім.).